# 圣比亚焦德拉奇马
圣比亚焦德拉奇马（義大利語：San Biagio della Cima），是意大利因佩里亚省的一个市镇。总面积4.6平方公里，人口1302人，人口密度283.0人/平方公里（2009年）。ISTAT代码为008053。

## 友好城市
- 法國康普拉苏尔斯 2005年